# ウィルソン・オルマ
ウィルソン・オルマ（Wilson Oruma, 1976年12月30日 - ）は、ナイジェリア出身の元同国代表サッカー選手。現役時代のポジションはミッドフィールダー。

## 来歴
1995年10月に18歳でナイジェリア代表デビュー。
1996年には、U-23代表としてアトランタオリンピックに出場、優勝した。
1998 FIFAワールドカップにも出場した。アフリカネイションズカップ2002、アフリカネイションズカップ2006ではともに3位となった。ナイジェリアで国際Aマッチ19試合に出場、3得点をあげた。

## 代表歴

### 出場大会
- U-23ナイジェリア代表
  - 1996年 アトランタオリンピック 優勝
- ナイジェリア代表
  - 1998年 ワールドカップ ベスト16

### 試合数
- 国際Aマッチ 19試合 3得点（1995年-2006年）[1]

| ナイジェリア代表 | 国際Aマッチ | 国際Aマッチ |
| 年               | 出場        | 得点        |
| ---------------- | ----------- | ----------- |
| 1995             | 1           | 0           |
| 1996             | 2           | 0           |
| 1997             | 1           | 1           |
| 1998             | 3           | 1           |
| 1999             | 0           | 0           |
| 2000             | 0           | 0           |
| 2001             | 0           | 0           |
| 2002             | 5           | 1           |
| 2003             | 0           | 0           |
| 2004             | 0           | 0           |
| 2005             | 2           | 0           |
| 2006             | 5           | 0           |
| 通算             | 19          | 3           |